# Qutb al-Din Mohammad
 (octobre 2023).
La mise en forme du texte ne suit pas les recommandations de Wikipédia : il faut le « wikifier ».
Les points d'amélioration suivants sont les cas les plus fréquents. Le détail des points à revoir est peut-être précisé sur la page de discussion.
- Les titres sont pré-formatés par le logiciel. Ils ne sont ni en capitales, ni en gras.
- Le texte ne doit pas être écrit en capitales (les noms de famille non plus), ni en gras, ni en italique, ni en « petit »…
- Le gras n'est utilisé que pour surligner le titre de l'article dans l'introduction, une seule fois.
- L'italique est rarement utilisé : mots en langue étrangère, titres d'œuvres, noms de bateaux, etc.
- Les citations ne sont pas en italique mais en corps de texte normal. Elles sont entourées par des guillemets français : « et ».
- Les listes à puces sont à éviter, des paragraphes rédigés étant largement préférés. Les tableaux sont à réserver à la présentation de données structurées (résultats, etc.).
- Les appels de note de bas de page (petits chiffres en exposant, introduits par l'outil «  Source ») sont à placer entre la fin de phrase et le point final[comme ça].
- Les liens internes (vers d'autres articles de Wikipédia) sont à choisir avec parcimonie. Créez des liens vers des articles approfondissant le sujet. Les termes génériques sans rapport avec le sujet sont à éviter, ainsi que les répétitions de liens vers un même terme.
- Les liens externes sont à placer uniquement dans une section « Liens externes », à la fin de l'article. Ces liens sont à choisir avec parcimonie suivant les règles définies. Si un lien sert de source à l'article, son insertion dans le texte est à faire par les notes de bas de page.
- La présentation des références doit suivre les conventions bibliographiques. Il est recommandé d'utiliser les modèles {{Ouvrage}}, {{Chapitre}}, {{Article}}, {{Lien web}} et/ou {{Bibliographie}}. Le mode d'édition visuel peut mettre en forme automatiquement les références.
- Insérer une infobox (cadre d'informations à droite) n'est pas obligatoire pour parachever la mise en page.

Pour une aide détaillée, merci de consulter Aide:Wikification.
Si vous pensez que ces points ont été résolus, vous pouvez retirer ce bandeau et améliorer la mise en forme d'un autre article.
Qutb al-Din Mohammad — était le dirigeant qutlughanide de Kerman et le neveu de Buraq Hajib, fondateur de la dynastie.

## Biographie
Il était le fils de Hamīd Pur (ou Khan Temür), donc le neveu de Buraq Hajib . Son père était un émir au service de la dynastie Khwarazmshah, qui servit comme commandant de Boukhara en c. 1220.

### Premier règne et exil
Il succéda à son oncle Buraq Hajib en 1235 et épousa Kutlugh Turkan le 5 septembre 1235. Cependant, son règne fut très court car il fut rapidement remplacé par son cousin Rukn al-Din sur ordre d'Ögedei Khan. Il partit pour la Mongolie par la route Shahdad-Zozan et reçut l'ordre de rejoindre Mahmud Yalavach en Chine dès son arrivée. Il était présent à l'élection de Güyük Khan en 1246, à qui il demanda à être à nouveau reconnu comme dirigeant de Kirman. Cependant, cela a été découragé par le conseiller de confiance de Güyük, Chinqai (镇海), qui était auparavant le tuteur de Rukn al-Din.

### Deuxième règne
Son aspiration à gouverner à nouveau Kirman se réalisa après la mort ultérieure de Güyük et Chinqai en 1251. Il a acquis le yarligh de Möngke Khan pour diriger Kerman la même année. En conséquence, Rukn al-Din s'enfuit chez son neveu Salghur Shah - Atabeg de Yazd avec sa mère Uka Khatun en 1252, entrant plus tard en contact avec le calife al-Mustasim. Lorsque Möngke apprit cette trahison grâce à un commandant nommé Buqa, il autorisa Qutb al-Din à exécuter son cousin. Quelque temps plus tard, il réprima une rébellion menée par une personne prétendant être Jalal ad-Din. Il fut confirmé comme vassal de Hulagu Khan et fit de nombreuses visites à sa cour. Il mourut en 1257/1258 et fut remplacé par son épouse Kutlugh Turkan.

## Famille
Il était marié à Kutlugh Turkan (ou Khan Turkan, une fille de Buraq Hajib ), mais avait d'autres fils issus de différentes épouses et concubines :
- Muzaffar al-Din Hajjaj Sultan (avec Kutlugh Turkan)
- Jalal al-Din Suyurgatmish
- Padishah Khatun (avec Kutlugh Turkan) — marié à Abaqa, puis Gaykhatu.
- Bibi Turkan (avec Kutlugh Turkan) — épousa Adud al-Din Amir Hajji, puis Shams al-Din b. Malik Tazigu
- Ordu Kutlugh (propre sœur de Suyurgatmish) — mariée à Baydu.
- Yul Kutlugh - marié à Malikshah b. Sam